# 小嶋淳司
小嶋 淳司（こじま あつし、1935年7月16日 - ）は、がんこフードサービス（現・GANKO）の創業者。同社会長、日本フードサービス協会会長や、関西経済同友会代表幹事、なにわ淀川花火大会会長等も務めた。和歌山県西牟婁郡上富田町生まれ。和歌山県立田辺高校・同志社大学経済学部卒業。

## 人物・来歴
高校時代より家業の雑貨屋『こじま』（紀勢本線朝来駅前）をきりもりする。同志社大学経済学部を卒業後、寿司屋で修行した後、1963年に大阪・十三で4坪半の「がんこ寿司」を開店。1969年（昭和44年）に法人設立 社長に就任、以後は同社を外食産業チェーンに育て上げる。2005年（平成17年）会長に就任。2021年（令和3年）賞味期限改竄問題を受け会長を辞任。
店名の「がんこ」は、自身の学生時代からのあだ名より付けられた。著書に『儲かってまっか! がんこ流人育て心得帖』 (ISBN 4822219526) がある。
1995年から大阪外食産業協会会長を務めた。2001年から日本フードサービス協会会長を務めた。2005年から関西経済同友会理事。平成17年春の褒章にて藍綬褒章を受章。2006年より2年間、関西経済同友会の代表幹事をつとめた。平成22年秋の叙勲において旭日中綬章を受章。なにわ淀川花火大会会長なども歴任した。

## テレビ出演
- 日経スペシャル カンブリア宮殿 和食チェーンのパイオニアが登場 がんこ一徹！究極のおもてなし術（2018年11月22日、テレビ東京）[6]

## 出版

### 著書
- 儲かってまっか！ がんこ流人育て心得帖（1995年5月19日、日経BP社）ISBN 9784822219529

### 関連書籍
- 小嶋淳司の「ありがとうの心」 「がんこ流」経営理念の極意（著者:鶴蒔靖夫）（1996年6月17日、IN通信社）ISBN 9784872181111
- 外食産業を創った人びと 時代に先駆けた19人（編者:「外食産業を創った人びと」編集委員会）（2005年5月10日、日本フードサービス協会）ISBN 9784785502737
- がんこ流“人づくり"経営 商いの原点は「人」にあり（著者:鶴蒔靖夫）（2010年10月16日、IN通信社）ISBN 9784872183375

## 演じた俳優
- 川﨑麻世 （「日経スペシャル もしものマネー道 もしマネ ゴールデンスペシャル」2024年3月9日、テレビ大阪）[7]